# Felsenberg-Arena
Die Felsenberg-Arena ist ein Fußballstadion in der baden-württembergischen Gemeinde Schwieberdingen im Landkreis Ludwigsburg. Die Tribüne umfasst 600 größtenteils überdachte Sitzplätze. Das Stadion ist die Heimstätte des ehemaligen Fußball-Oberligisten und Faustball-Bundesligisten TSV Schwieberdingen.

## Geschichte
Da der alte Sportplatz an der Markgröninger Straße immer weniger den Ansprüchen an ein modernes Fußballstadion entsprach, wurden bereits Anfang der 1990er Jahre Pläne für eine multifunktionale Arena am Lüssenweg westlich der bisherigen Spielstätte ausgearbeitet. Im Jahr 2002 wurde am Lüssenweg zunächst ein weiterer Fußball-Rasenplatz erstellt, der in einem zweiten Bauabschnitt in den Jahren 2005/06 durch eine Zuschauertribüne mit Umkleide-, Funktions- und Sanitäreinrichtungen erweitert wurde. Die Baukosten für die Felsenberg-Arena beliefen sich nach Ende der Fertigstellung auf insgesamt 2,9 Mio. Euro. Bei seiner offiziellen Einweihung zum hundertjährigen Vereinsjubiläum des TSV Schwieberdingen im Jahr 2006 war es das größte und modernste Stadion des Strohgäus.
In unmittelbarer Nachbarschaft der Felsenberg-Arena befindet sich auf dem alten Sportgelände ein weiterer Rasenplatz sowie ein Kunstrasenplatz, die für Training und Jugendspiele genutzt werden.